# Édouard Gagnon
Édouard Gagnon (ur. 15 stycznia 1918 w Port-Daniel, zm. 25 sierpnia 2007 w Montrealu) – kanadyjski duchowny katolicki, wysoki urzędnik Kurii Rzymskiej, kardynał.

## Życiorys
Studiował w seminarium w Montrealu (gdzie obronił doktorat z teologii) i na Uniwersytecie w Laval (obronił doktorat prawa w 1944). Wstąpił do Towarzystwa Księży Św. Sulpicjusza (PSS), święcenia kapłańskie przyjął 15 sierpnia 1940 w Montrealu. Pracował jako wykładowca seminarium w Montrealu, był prawnikiem trybunału archidiecezjalnego; w latach 1954–1960 i 1965–1966 pełnił funkcję rektora Wyższego Seminarium Św. Bonifacego w Manitobie, a 1960-1965 rektora seminarium w kolumbijskim Manizales. Od 1964 był ekspertem soboru watykańskiego II. Pod koniec lat 60. stał na czele prowincji zakonnych w Kanadzie, Japonii i Ameryce Łacińskiej.
19 lutego 1969 został mianowany biskupem Saint Paul in Alberta; odebrał sakrę biskupią 25 marca 1969 z rąk arcybiskupa Emanuele Clarizio, delegata apostolskiego w Kanadzie. Zrezygnował z rządów diecezją kanadyjską w maju 1972 i przeniósł się do Rzymu. Został promowany na arcybiskupa tytularnego Iustiniana Prima i objął obowiązki w Papieskim Komitecie ds. Rodziny. Był również rektorem Papieskiego Komitetu Kanadyjskiego w Rzymie. Od 1973 był wiceprezydentem Papieskiego Komitetu ds. Rodziny i stał na czele delegacji Watykanu na Międzynarodową Konferencję Ludnościową w Bukareszcie w sierpniu 1974. Brał również udział w sesjach Światowego Synodu Biskupów w Watykanie.
Od lipca 1983 (po śmierci kardynała Jamesa Knoxa) pełnił funkcję proprezydenta Papieskiej Rady ds. Rodziny. W maju 1985 Jan Paweł II mianował go kardynałem, nadając diakonię S. Elena fuori Porta Prenestina; po nominacji kardynalskiej Gagnon został pełnoprawnym prezydentem Papieskiej Rady. Z funkcji tej zrezygnował w listopadzie 1990, wkrótce (styczeń 1991) objął stanowisko prezydenta Papieskiego Komitetu ds. Międzynarodowych Kongresów Eucharystycznych. Ostatecznie przeszedł na emeryturę w Kurii Rzymskiej w marcu 2001. Miał już wówczas ukończone 80 lat i od kilku lat nie posiadał prawa udziału w konklawe. Od stycznia 1996 był kardynałem prezbiterem, z tytułem prezbiterskim S. Marcello.
W 1993 został odznaczony Orderem Kanady.